# Palazzo dello Strozzino

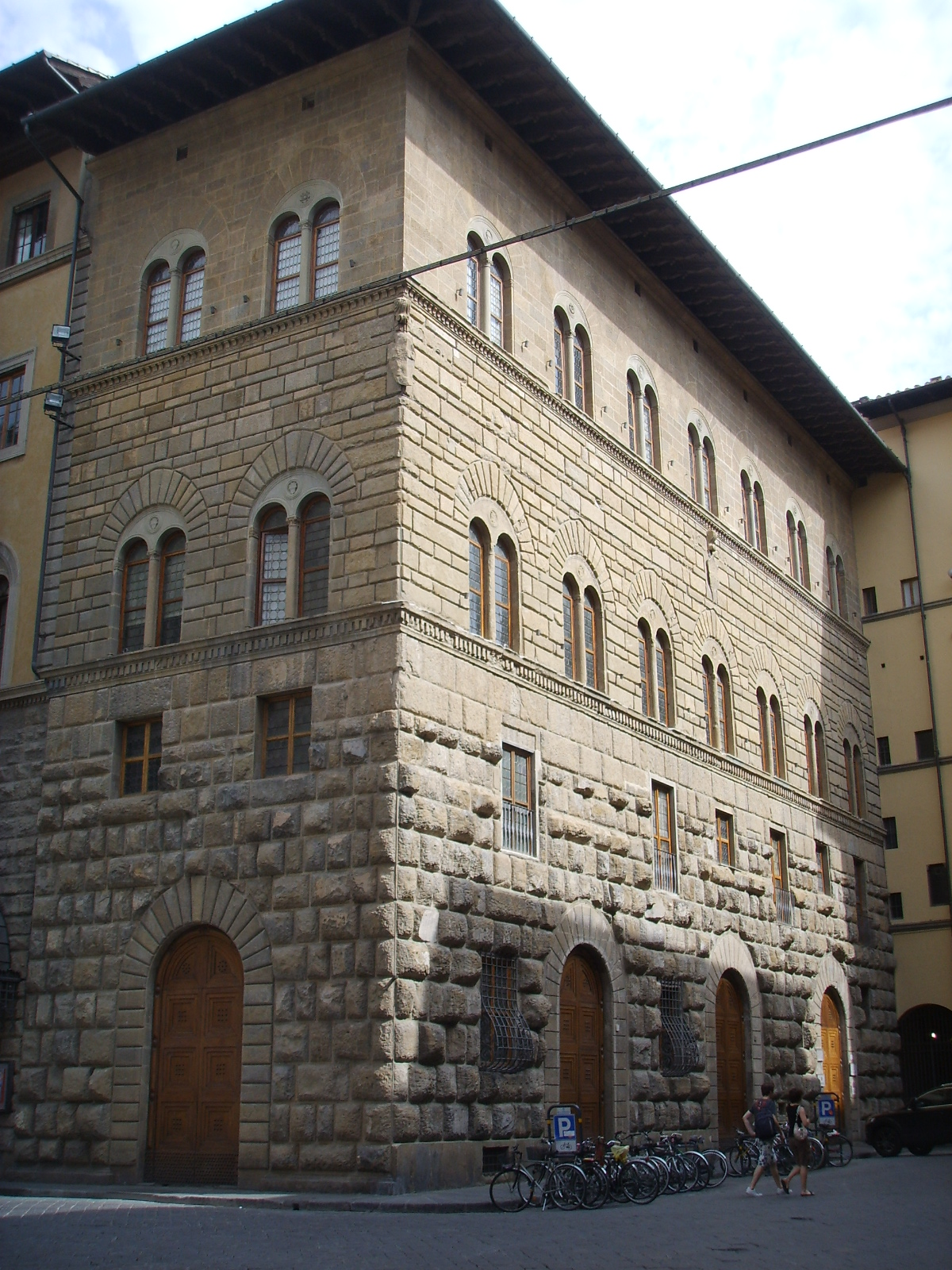
Palazzo dello Strozzino

El Palazzo dello Strozzino es un edificio renacentista de Florencia, Italia. Su fachada forma parte de la Piazza degli Strozzi, en diagonal a la esquina sureste del imponente Palacio Strozzi. La fachada norte, en Via dei Anselmi, alberga la entrada al Cinema Odeon.

## Historia

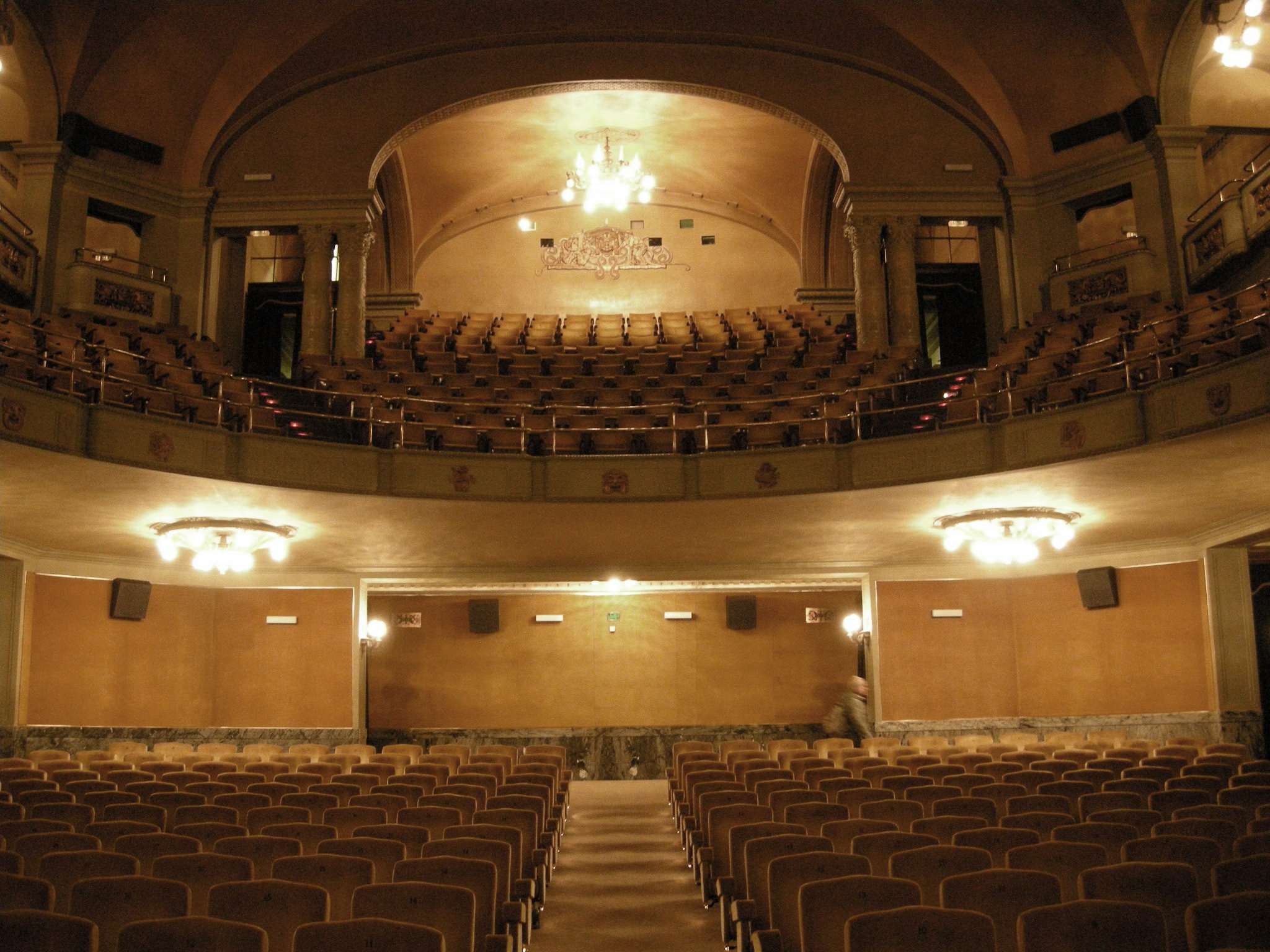
Interior del Cinema Odeon

El palacio, conocido antiguamente como el Palacio delle Tre Porte por sus tres pórticos, fue residencia de la rama juvenil de la familia Strozzi. Era más antiguo y más pequeño que el grandioso Palacio Strozzi. En la actualidad alberga el Cine Odeón, diseñado en 1920 por Marcello Piacentini, así como la escuela de idiomas del Instituto Británico de Florencia.
Construido en terrenos propiedad de Palla Strozzi, pasó a sus primos Agnolo y Palla di Novello tras su exilio en 1434, quienes decidieron su renovación alrededor de 1457, con el diseño atribuido a Filippo Brunelleschi, aunque otros arquitectos participaron en la construcción, incluido Michelozzo, a quien se le atribuye la fachada inferior, a base de bloques de piedra rústicos de terminación irregular. El primer piso, que tiene ventanas con parteluces dobles y un almohadillado más suave, se atribuye a Giuliano da Maiano (c. 1456). El tercer piso, con piedra más pulida, no se añadió hasta el siglo XIX, en un estilo similar al de los palacios renacentistas similares. Michelozzo también diseñó el patio interior (c. 1460), que tenía un pórtico con columnas. El patio fue destruido para albergar el cine.
El palacio fue parcialmente demolido durante la época en que Florencia era la capital de Italia (1865). A principios del siglo XIX, como parte del plan de reorganización de la ciudad, todo el barrio fue modificado. El terreno frente al Palacio Strozzi, ahora ocupado por los Palazzo Mattei, albergó en su día la Piazza delle Cipolle y la iglesia de Santa Maria degli Ughi.